# Chronicles: Volume One
Chronicles, Volume One é a primeira parte do livro de memórias de Bob Dylan, dividido em 3 volumes. Foi publicado em 5 de outubro de 2004, pela Simon & Schuster, o volume com 304 páginas, aborda pontos selecionados da longa carreira do cantor. O livro passou 19 semanas na lista de best-sellers do The New York Times de livros de não-ficção de capa dura. Chronicles, Volume One foi um dos cinco finalistas do prêmio da National Book Critics Circle na categoria Biografia/Autobiografia em seu ano de publicação, 2004. A versão abreviada de áudio do livro é lida pelo ator Sean Penn. A versão integral é lida por Nick Landrum.
Desafiando as expectativas, Dylan escreveu três capítulos sobre os anos entre sua chegada em Nova Iorque, em 1961, e a gravação de seu primeiro álbum, com foco em um breve período de relativa obscuridade, enquanto praticamente ignorando por meados da década de 1960, quando a sua fama estava no auge. Ele também dedicou capítulos para dois álbuns menos conhecidos, New Morning (1970) e Oh Mercy (1989), que continha percepções sobre suas colaborações com o poeta Archibald MacLeish e o produtor Daniel Lanois. No capítulo New Morning, Dylan expressa desagrado pelo rótulo de "porta-voz de uma geração" dado a ele, e evidencia desgosto com os seus seguidores mais fanáticos. No final do livro, Dylan descreve com grande paixão do momento em que ouviu a canção "Pirata Jenny", de Brecht/Weill, e o momento em que ouviu pela primeira vez as gravações de Robert Johnson. Nestas passagens, Dylan sugeriu que o processo acendeu sua própria composição.